# Nicole Oresme
Nicole Oresme (francosko d'Oresme, latinsko Nicolaus Oresmius), tudi Nikolaj, francoski škof, matematik, astronom, filozof, ekonomist, fizik, psiholog, muzikolog in teolog, * 1323, Allemagne, škofija Bayeux, Normandija, Francija, † 11. julij 1382, Lisieux, Francija.

## Življenje in delo
Leta 1348 je Oresme končal študij teologije v Parizu. Leta 1356 so ga izvolili za predstojnika Navarrskega kolegija (Collège de Navarre).
Oresme je bil od 3. avgusta 1377 lisieuxški škof. V svojem obširnem delu je dopuščal kot možnost razlage gibanja nebesnega svoda gibanje Zemlje okoli Sonca.
Iz njegovega matematičnega dela je najpomembnejša razprava Algoritem sorazmerij (Algoritmus (Algorismus) proportionum) v kateremu je uvedel potence s pozitivnimi racionalnimi eksponenti in pravila za računanje z njimi. Poleg Bradwardinovega polovičnega razmerja je vpeljal še poljubna ulomljena razmerja, ki jih danes pišemo:
{\displaystyle \left({a \over b}\right)^{m \over n}\!\,.}
Ukvarjal se je tudi z neskončnimi vrstami. Dokazal je divergenco harmonične vrste. V svojem delu Razprava o širinah oblik (Tractatus de latitudinibus formarum) je kot predstavnik sholastične filozofije nakazal problematiko obravnave analitičnih funkcij. Vedel je, da se funkcija blizu svojih ekstremov vede konstantno.
Njegovi prevodi Aristotelovih del iz latinščine so pomemben prispevek k razvoju francoščine.

## Priznanja
Poimenovanja
Po njem se imenuje asteroid glavnega pasu 12576 Oresme.